# Ali Bujsaim
Ali Mohamed Bujsaim (ar.: علي بوجسيم) (ur. 9 września 1959) – były sędzia piłkarski pochodzący ze Zjednoczonych Emiratów Arabskich. Był trzykrotnie powoływany przez FIFA do sędziowani spotkań na Mistrzostwach Świata. W 1994 roku w USA prowadził dwa mecze, w 1998 roku we Francji trzy, zaś w 2002 roku w Korei i Japonii dwa.